# Dubbel accent aigu
Het dubbel accent aigu of de Hongaarse umlaut is een diakritisch teken dat wordt gebruikt in de spelling van het Hongaars. Het is de combinatie van het umlautteken en het accent aigu, dat in het Hongaars aangeeft dat een klinker lang is.
Aangezien in het Hongaars alleen de o en de u een umlaut kunnen krijgen, dus niet de a zoals in het Duits, kan het dubbele accent aigu ook alleen op de o en de u staan. Onderstaand overzicht geeft de letters o en u met hun verschillende mogelijke diakritische tekens:
| o | /o/ | als in bot  | ó | /o:/ | als in boor, dus langer |
| ö | /ø/ | als in kruk | ő | /ø:/ | als in keur, dus langer |
| u | /u/ | als in boek | ú | /u:/ | als in boer, dus langer |
| ü | /y/ | als in nu   | ű | /y:/ | als in duur, dus langer |
In het Internationaal Fonetisch Alfabet heeft dit teken een andere betekenis: daar wordt het gebruikt als aanduiding voor een extra-hoge toon.
De tekens worden gerealiseerd als Ő (&#336;), ő (&#337;) en Ű (&#368;), ű (&#369;). Ze zitten niet in de ASCII-standaard, wel in de ISO 8859-2-standaard, die is aangepast aan de Centraal- en Oost-Europese talen.